# Jon Montgomery
Jon Montgomery (n. 6 mai 1979, Russell⁠(d), Manitoba, Canada) este un sportiv canadian, medaliat olimpic. A participat la o ediție a Jocurilor Olimpice (2010) în care a câștigat o medalie de aur.

## Participări
Lista de mai jos prezintă principalele competiții la care a participat Jon Montgomery de-a lungul carierei.
- Jocurile Olimpice de iarnă din 2010[1]